# 王麒 (弘治進士)
王麒（1463年—1528年），字仁瑞，號埜堂，陝西宝鸡县人，明朝政治人物。

## 生平
弘治八年乙卯科陕西鄉試第二十三名舉人，十二年（1499年），登己未科會試第一百七十九名，三甲第一百三十二名進士，授吳橋縣知縣，在任三年罢归。鄉居曾參與編撰《凤翔府志》。嘉靖七年二月二十二日去世，享年六十六。

## 家族
曾祖王敬；祖王海；父王琰。母焦氏。慈侍下。兄王凤、弟王麕。